# سفيتلانا ماستيركوفا
سفيتلانا ألكسندروفنا ماستيركوفا (الروسية: Светлана Александровна Мастеркова) هي عدائة مسافات متوسطة ولدت في يوم 17 يناير 1968 في مدينة أتشينسك في روسيا، هي حاملة الرقم القياسي العالمي السابق في سباق 1000 متر، أبرز إنجازاتها هو فوزها بميداليتين ذهبتين في سباق 800 و1500 متر في دورة الألعاب الأولمبية الصيفية 1996 في أتالانتا، فازت أيضاً بالميدالية الذهبية في سباق 1500 متر وبالميدالية البرونزية في سباق 800 متر في بطولة العالم لألعاب القوى 1999 في إشبيلية.

## روابط خارجية
- سفيتلانا ماستيركوفا على موقع الاتحاد الدولي لألعاب القوى (الإنجليزية)
- سفيتلانا ماستيركوفا على موقع أوليمبيديا (الإنجليزية)